# ولت ات تتیگنکورت
ولت ات تتیگنکورت (به فرانسوی: Velotte-et-Tatignécourt) یک کمون در فرانسه است که در Canton of Dompaire واقع شده‌است.

## خصوصیات
ولت ات تتیگنکورت ۵٫۳۶ کیلومترمربع مساحت و ۱۷۰ نفر جمعیت دارد و ۲۷۵ متر بالاتر از سطح دریا واقع شده‌است.